# قلعه میرزاشاه
قلعه میرزاشاه (به لاتین: Qalʽeh-ye Mirza Shah) یک منطقهٔ مسکونی در افغانستان است که در ولایت بدخشان واقع شده‌است.